# R. Giskard Reventlov
R. Giskard Reventlov je fiktivní robot z příběhů amerického spisovatele Isaaca Asimova. Písmeno „R.“ v jeho jménu znamená robot, jak je zvykem v Asimovem vytvořené společnosti. R. Giskard Reventlov je přítomen v sérii o robotech – v románech Roboti úsvitu a Roboti a impérium.
Jeho konstruktérem je význačný robotik z Aurory dr. Han Fastolfe , je to jeden z jeho 57 robotů. Mimo R. Daneela je nehumanoidní R. Giskard nejspolehlivější Fastolfův robot, slouží jako majordomus.
V knize Roboti úsvitu je R. Giskard Fastolfem instruován, aby společně s R. Daneelem zajišťoval ochranu detektivovi Elijáši Baleymu, jenž vyšetřuje zničení jiného Fastolfeho robota, humanoidního R. Jandera Paneela.
Určitou dobu byl osobním robotem Fastolfeho dcery Vasilie (později robotičky). Když se v dětství učila základům robotiky, upravovala jeho vzorce pozitronových drah, které pak dr. Fastolfe kontroloval. Pokud byla změna škodlivá, odstranil ji, pokud prospěšná, ponechal ji. Jednou provedla Vasilia úpravu, kterou její otec nezkontroloval, protože byl mimo domov. Vasilii se nezdálo, že by R. Giskarda změna nějak negativně poznamenala, naopak jí připadal ještě více chápavější a inteligentnější než dříve. Tímto experimentem mu bezděky implantovala telepatický vzorec (aniž by si uvědomila skutečný výsledek), díky němuž dokáže R. Giskard číst myšlenky lidí i pochody pozitronických mozků robotů. Dokáže také přímo ovlivňovat myšlení a následné chování lidí. Elijáš Baley tuto jeho schopnost odhalí, ačkoli se R. Giskard snaží neprozradit se a lehce upravuje (nejen) detektivovo vědomí.
V knize Roboti a impérium se společně s R. Daneelem Olivawem snaží zabránit komplotu dr. Keldena Amadira a dr. Mandama Levulara na zničení Země. Přijme za opodstatněné zformulování tzv. nultého zákona robotiky, který upřednostňuje lidstvo jako celek před jedincem. Společně pak jednají podle nových modifikovaných zákonů, pro něž má nyní nultý zákon nejvyšší prioritu. Jeho ohromné možnosti si později dr. Vasilia uvědomí a zpraví o nich Keldena Amadira i Mandama Levulara. Všem těmto osobám posléze R. Giskard vymaže paměť tak, aby neobsahovala vzpomínku na jeho telepatii.  
V závěru příběhu přestává R. Giskard fungovat a předá své telepatické schopnosti R. Daneelu Olivawovi , který je využívá pro stabilizaci vznikajícího Galaktického impéria.